# Solva (Pembrokeshire)

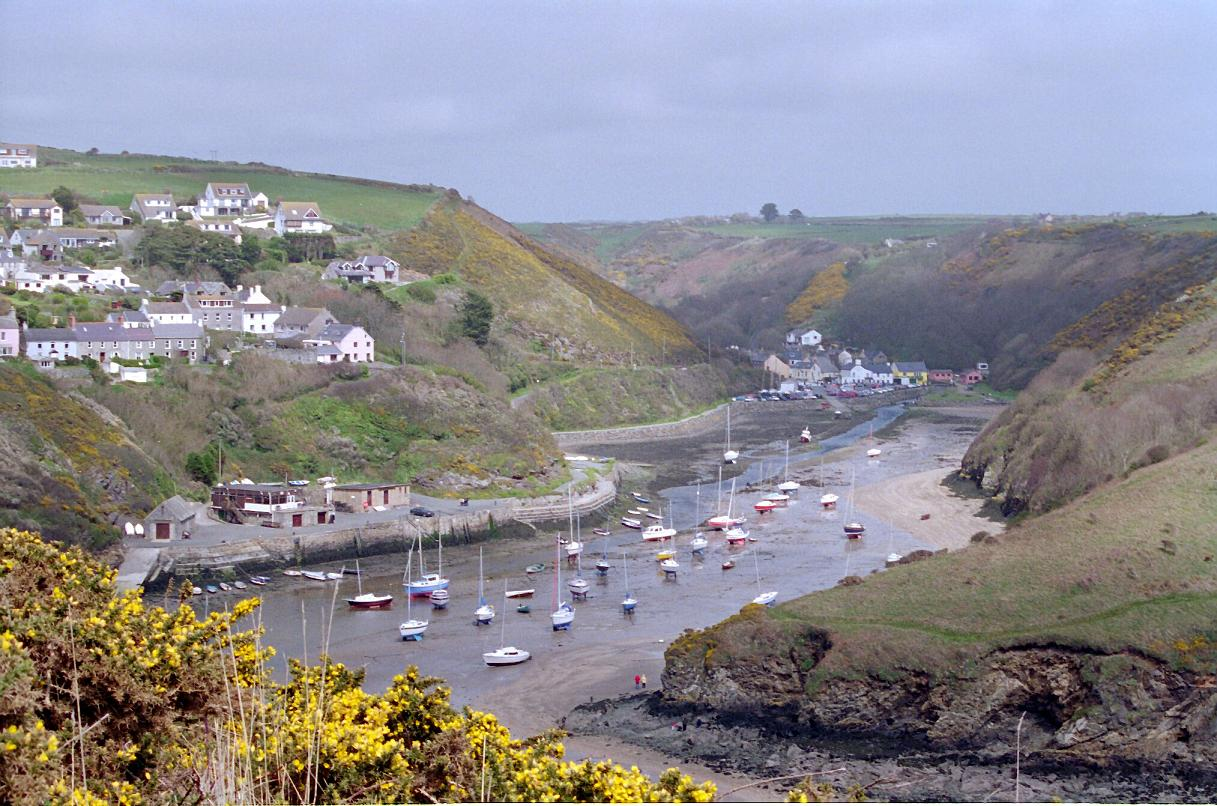
přístav

Solva (velšsky Solfach) je vesnice v hrabství Pembrokeshire na jihozápadě Walesu. Leží na řece Solva v severní části zálivu St Brides Bay a je součástí oblasti Národního parku Pembrokeshire Coast. Ve vesnici se nachází kostel svatého Aidána. Pochází odsud například hudebník Meic Stevens a vyrůstal zde také anglický zpěvák David Gray. V roce 2011 zde žilo 865 obyvatel.